# Coupe de Luxembourg 1933-1934
La Coppa di Lussemburgo 1933-1934 è stata la 13ª edizione della coppa nazionale lussemburghese disputata tra il 5 novembre 1933 e il 24 giugno 1934 e conclusa con la vittoria del Red Boys Differdange, al suo settimo titolo.

## Formula
Eliminazione diretta in gara unica.

### 1º Turno preliminare
•Il Rapid Neudorf passa il turno direttamente.
| Squadra 1            | Risultato   | Squadra 2             |
| -------------------- | ----------- | --------------------- |
| 5 novembre 1933      |             |                       |
| Alliance Dudelange   | 5 − 3       | Egalité Weimerskirch  |
| Aris Bonnevoie       | 9 − 0       | Tetange               |
| Avenir Beggen        | 3 − 0       | Minerva Lintgen       |
| Etzella Ettelbruck   | 3 − 0       | The Belval Belvaux    |
| Jeunesse Hautcharage | 2 − 1       | Swift Hesperange      |
| Mansfeldia Clausen   | 1 − 6       | Differdange           |
| Oberkorn             | 1 − 3       | Pétange               |
| Progrès Grund        | 3 − 2       | US Esch               |
| Red Boys Aspelt      | 0 − 1       | AS Luxembourg         |
| Red Star Merl        | 1 − 0       | Racing Rodange        |
| Sporting Bettembourg | 4 − 3       | CS Hollerich          |
| Steinfort            | 3 − 1       | Jeunesse 07 Kayl      |
| Tricolore Muhlenweg  | 2 − 1       | Chiers Rodange        |
| US Bascharage        | 3 − 4       | Stade Dudelange       |
| US Niederwiltz       | 4 − 1       | Mondorf               |
| Rumelange            | 2 − 2 (dts) | Red Black Pfaffenthal |

| Squadra 1                    | Risultato | Squadra 2 |
| ---------------------------- | --------- | --------- |
| 19 novembre 1933 (Spareggio) |           |           |
| Red Black Pfaffenthal        | 5 − 1     | Rumelange |

### 2º Turno preliminare
•Lo Stade Dudelange passa il turno direttamente.
| Squadra 1            | Risultato   | Squadra 2             |
| -------------------- | ----------- | --------------------- |
| 3 dicembre 1933      |             |                       |
| Aris Bonnevoie       | 4 − 1       | Progrès Grund         |
| Avenir Beggen        | 7 − 1       | Sporting Bettembourg  |
| Etzella Ettelbruck   | 5 − 1       | Pétange               |
| Jeunesse Hautcharage | 2 − 0       | Steinfort             |
| Rapid Neudorf        | 0 − 2       | Alliance Dudelange    |
| Red Star Merl        | 1 − 0       | Differdange           |
| US Niederwiltz       | 3 − 2       | AS Luxembourg         |
| Tricolore Muhlenweg  | 5 − 5 (dts) | Red Black Pfaffenthal |

| Squadra 1                    | Risultato | Squadra 2           |
| ---------------------------- | --------- | ------------------- |
| 17 dicembre 1933 (Spareggio) |           |                     |
| Red Black Pfaffenthal        | 5 − 0     | Tricolore Muhlenweg |

### Ottavi di Finale
| Squadra 1                | Risultato | Squadra 2             |
| ------------------------ | --------- | --------------------- |
| 4 febbraio 1934          |           |                       |
| Alliance Dudelange       | 4 − 2     | US Dudelange          |
| Fola Esch                | 5 − 1     | Etzella Ettelbruck    |
| Jeunesse Esch            | 2 − 0     | Stade Dudelange       |
| Progrès Niedercorn       | 5 − 2     | Red Black Pfaffenthal |
| Red Boys Differdange     | 12 − 0    | Jeunesse Hautcharage  |
| Red Star Merl            | 0 − 9     | Spora Luxembourg      |
| The National Schifflange | 0 − 4     | Aris Bonnevoie        |
| Union Luxembourg         | 5 − 1     | Avenir Beggen         |

### Quarti di Finale
| Squadra 1            | Risultato | Squadra 2          |
| -------------------- | --------- | ------------------ |
| 4 marzo 1934         |           |                    |
| Fola Esch            | 1 − 0     | Jeunesse Esch      |
| Red Boys Differdange | 4 − 3     | Progrès Niedercorn |
| Spora Luxembourg     | 4 − 1     | Union Luxembourg   |

| Squadra 1          | Risultato | Squadra 2      |
| ------------------ | --------- | -------------- |
| 18 marzo 1934      |           |                |
| Alliance Dudelange | 1 − 3     | Aris Bonnevoie |

### Semifinali
| Squadra 1        | Risultato | Squadra 2            |
| ---------------- | --------- | -------------------- |
| 8 aprile 1934    |           |                      |
| Fola Esch        | 0 − 2     | Red Boys Differdange |
| Spora Luxembourg | 4 − 1     | Aris Bonnevoie       |

## Finale
| Arbitro: | [[]] |

|     |           |     |
| Gol | Marcatori | Gol |